# Diaphanosoma modigliani
Diaphanosoma modigliani är en kräftdjursart som beskrevs av Richard 1894. Diaphanosoma modigliani ingår i släktet Diaphanosoma och familjen Sididae. Inga underarter finns listade i Catalogue of Life.